# Deux Nuits avec Cléopâtre
Pour plus de détails, voir Fiche technique et Distribution.
Deux Nuits avec Cléopâtre (titre original : Due notti con Cleopatra) est un film italien réalisé par Mario Mattoli sorti en 1953.

## Synopsis
Cesarino, un soldat romain, arrive à Alexandrie où il doit servir dans l’armée personnelle de Cléopâtre, la reine d’Égypte. Cléopâtre est une femme ravissante, capable d’envoûter n’importe qui. Elle est l’épouse du général romain Marc Antoine, mais quand il est absent, elle préfère passer la nuit avec un de ses soldats qu’elle fera mourir le lendemain en l’empoisonnant. Marc Antoine étant revenu à Alexandrie pour une guerre, Cléopâtre le rejoint secrètement et se fait remplacer par Nisca, une fille qui lui ressemble à s’y méprendre, quoiqu’elle soit blonde. Le hasard veut que la nuit même où Cléopâtre se fait remplacer, c’est Cesarino qui tient compagnie à sa remplaçante. Inconscient de l’échange, Cesarino passe la nuit avec la fille qui se montre très fragile et triste.
Le soir suivant Cesarino est arrêté pour avoir essayé d’agresser Cléopâtre (la vraie) alors qu’en réalité il voulait seulement la saluer. Intriguée par le fait que Cesarino porte une bague identique à la sienne, Cléopâtre le libère et lui fait passer la nuit avec elle, tout en le prévenant que le lendemain il mourra. Cesarino, cependant, réussit à enivrer la reine et à libérer Nisca qui avait été jetée en prison.
Ce film comique offre une parodie du thème de la reine, femme fatale, qui tue ses amants.

## Fiche technique
- Titre original : Due notti con Cleopatra
- Réalisation : Mario Mattoli
- Scénario : Nino Maccari, Ettore Scola, d'après les personnages créés par Gaia Romanini
- Photographie : Carlos Struss et Riccardo Pallottini
- Musique : Armando Trovajoli
- Montage : Renato Cinquini
- Décors : Alberto Bocciami et Riccardo Domenici
- Costumes : Giuseppe Peruzzi
- Producteur : Giuseppe Colizzi
- Société de production : Excelsa Film, Rosa Film
- Pays d'origine :  Italie
- Durée : 78 minutes
- Genre : Péplum
- Format : Couleur (Ferraniacolor) - 35 mm - 1,37:1 - Son : mono (Western Electric Recording)
- Dates de sortie : 
  - Italie : 4 février 1954
  - France : 16 décembre 1955

## Distribution
- Sophia Loren : Cléopâtre / Nisca
- Alberto Sordi (VF : Michel Roux) : Cesarino
- Paul Muller (VF : Raymond Loyer) : Tortul
- Ettore Manni : Marco Antoine
- Rolf Tasna : Meros, l'officier des gardes
- Ughetto Bertucci : le marchand à la taverne
- Nando Bruno : un légionnaire
- Alberto Talegalli : Enobarbo
- Gianni Cavalieri : le tavernier
- Carlo Dale : Cicis
- Riccardo Garrone : Venus, un officier de la garde
- Giacomo Furia et Enzo Garinei : les marchands
- Andrea Bosic : Caio Malpimio
- Carlo Dale et Wando Tres : les centurions
- Emilio Petacci : le gardien de prison
- Mario Siletti et Amedeo Girard : les prisonniers
- Cristina Fantoni : Dedit, la servante